# سی‌پی‌ال
سی‌پی‌ال (انگلیسی: CPL) شرکت خوشه‌ای ایرلندی است، که در سال ۱۹۹۲ تأسیس شد.